# Hyllus albomarginatus
Hyllus albomarginatus är en spindelart som först beskrevs av Lenz 1886.  Hyllus albomarginatus ingår i släktet Hyllus och familjen hoppspindlar. Inga underarter finns listade i Catalogue of Life.